# Chris Joyce
Chris Joyce (Dumbarton, 19 aprile 1933 – 20 dicembre 2002) è stato un calciatore scozzese, di ruolo attaccante.

## Carriera
Dopo aver giocato in Scozia con il Vale of Leven nel 1957 all'età di 24 anni si trasferisce al Nottingham Forest, con cui disputa 10 partite nella prima divisione inglese, restando poi in rosa anche nel corso della stagione 1958-1959, in cui vince la FA Cup. A fine stagione si trasferisce all'altro club professionistico della città di Nottingham, il Notts County, appena retrocesso nella quarta divisione inglese; dopo aver contribuito all'immediata nuova promozione in terza divisione rimane nel club per altre due annate in questa categoria, arrivando ad un bilancio totale di 62 presenze e 18 reti in incontri di campionato con la maglia del club bianconero. Prima di ritirarsi gioca infine per due stagioni con i semiprofessionisti inglesi del Nuneaton Borough (21 presenze e 7 reti nella stagione 1962-1963 e 3 presenze senza reti segnate nella stagione 1963-1964).
In carriera ha totalizzato complessivamente 72 presenze e 18 reti nei campionati della Football League.

## Palmarès

### Club

#### Competizioni nazionali
- Coppa d'Inghilterra: 1

Nottingham Forest: 1958-1959